# Sapphire of Istanbul
Sapphire of Istanbul – wieżowiec w Stambule, o wysokości 261 m. Od 2010 (roku oddania do użytku) do 2017 był najwyższym budynkiem w Turcji.